# RioMar Shopping (Fortaleza)
Shopping RioMar Fortaleza é um centro comercial de grande porte localizado na cidade de Fortaleza, no Ceará, Brasil, inaugurado em 29 de outubro de 2014.   É o maior shopping do Ceará em ABL, com 93.000 m² e o 7º maior do Brasil. Já se considerando a área construída, o RioMar Shopping Fortaleza possui 320.000 m², e então, sendo classificado por esse quesito, torna-se o 2º maior shopping do Brasil, atrás apenas do Centro Comercial Leste Aricanduva, que tem 425.000 m².
Orçado em R$ 1.25 bilhão, somando gastos de construção e aportes lojistas,  o centro comercial é um dos dez maiores do Brasil    tanto em área bruta locável quanto em área construída. O empreendimento inclui, além do RioMar Shopping, uma torre empresarial própria,  um complexo residencial, empresarial e de turismo em seu terreno. 
O RioMar Fortaleza é o terceiro da marca, após o RioMar Recife e RioMar Aracaju.

## Características
No seu hall, possui cerca de 385 lojas, sendo 16 âncoras, 16 megalojas e 344 lojas satélites. Com grandes marcas, grifes internacionais e operações exclusivas, RioMar Fortaleza tem um portfólio de lojas para agradar a todos os gostos: C&A, Renner, Riachuelo, Centauro, Cinépolis, G. Barbosa, Le Biscuit, Livraria Cultura, Livraria Leitura, Lojas Americanas, Mercadinhos São Luiz, R2 Academia, Ri Happy, Tok & Stok, Zara, Camicado, Casa Pio, Casas Bahia, Fast Shop, Freitas Varejo, Kalunga, Laser Eletro, Magazine Luiza, Nagem, PB Kids, Polishop, Preçolândia, Rabelo, Ricardo Eletro, Sapataria Nova, TNG e Zenir. 
Em seu interior, também está o Teatro RioMar, com capacidade para 900 espectadores,  e 10 salas de cinema da rede Cinépolis, dentre elas uma com tecnologia 4DX e outra Macro XE, além de 3 salas vips, as únicas do Estado. 
O empreendimento conta com uma sede do Instituto JCPM,  responsável por ações de desenvolvimento social nos shoppings da marca RioMar, atuando por meio de programas de formação, qualificação profissional e inserção no mercado de trabalho, e que é responsável por gerar cerca de 8 000 empregos   no centro comercial.

### RioMar Trade Center
RioMar Trade Center Fortaleza é um business center integrado ao RioMar Shopping que adota modernas soluções de arquitetura e urbanismo. Possui uma torre empresarial com 302 salas e 18 andares que proporcionam conforto e praticidade para as empresas instaladas. 